# معركة مونس غروبيوس
مَعْرَكة مُونسِ غراوبِيوسْ (بالإنجليزية: Battle of Mons Graupius) ، دَارَتْ رَحَاها عام 83 مِيلادي في كالدونيا (أسكتلندا اليَوم) حَسب المؤرخ تاسيتوس، بينَ جَحافل الإمبراطورية الرُومانية، بقيادة الجِنرال نيياس جولياس أغريقولا، واتِحاد قبائل كاليدونيا بقيادة رئيسهم كالجاكوس، أثناء فترة الفَتح الروماني لبريطانيا. انتهت المَعركة بنَصر كامل للقوات الإمِبراطورية.
المَعركة معروفة بِشَكل أساسِي بِفضل سيرة ذاتية كتبها المؤرخ الروماني تاسيتوس. لطالما شَكك المؤرخون في بعض تفاصيل وصف تاسيتوس للمعركة (كونه صهر أغريقولا)، لا يوجد حاليًا أي وضوح حول مكان حدوثها، لكن ما هوَ مؤكد، المَعركة انتهت بأنتصار الرومان.
ومع ذلك، لم تُضم كالدونيا (أسكتلندا اليوم) إلى الأراضي الإمبراطورية. كون الإمبراطور دوميتيان أرسلَ بطلب الجنرال أغريقولا للعودة إلى روما، خوفًا من الشعبية التي حققها جنراله بين مجلس الشيوخ والشعب، وألغى الحملات في كاليدونيا بالكامل.

## خلفية
بَينما كانت السُلطات في بريتانيا تَنتظر وصول الحاكمْ الروماني الجَديد، نيياس جولياس أغريقولا، تَمردت قبيلة أوردوفايسيس شمال ويلز. كان ذلك في 77 سبتمبر، وكان الحاكم الروماني المنتهية ولايته، خوليو فرونتينو السادس، لديه فيلقان متاحان ولكن لم يرغب أحد في القتال في طقس سيء. بمجرد وصول أغريقولا، سارَ ضد المتمردين، الذين انسحبوا إلى التلال،  لكن أغريقولا لاحقهم وأباد القبيلة بأكملها تقريبًا.
بعد ذلك، أمضى أغريقولا الشتاء في تنظيم إدارته لحل المشاكل التي تسبب فيها التمرد. بعدها، بدأ الرومان في تحديد الأهداف لحملتهم القادمة إلى الشمال أكثر. في صيف 79، أبحر أغريقولا إلى مصب نهر تاي،  وأقام اتصالًا مع قبيلة دومنيوني  وترك الحاميات التي بقيت خلال فصل الشتاء.
في الصيف التالي، حاول أغريقولا تأمين الحكم الإمبراطوري في الأراضي المنخفضة الاسكتلندية، وبناء الحصون شمال إقليم بريجانت وزيادة الحاميات حيث كان لديهم موطئ قدم سابق، متحالفًا مع قبيلة فوتاديني وسيلغوفي، ومطالبًا بتسليم رهائن لضمان ولائهم حيث أجبرهم على إمداد قواته في الشتاء. باختصار، كان يحاول إعادة الحدود إلى الخط الفاصل بين نهر فيرث كلايد وخور فورث.

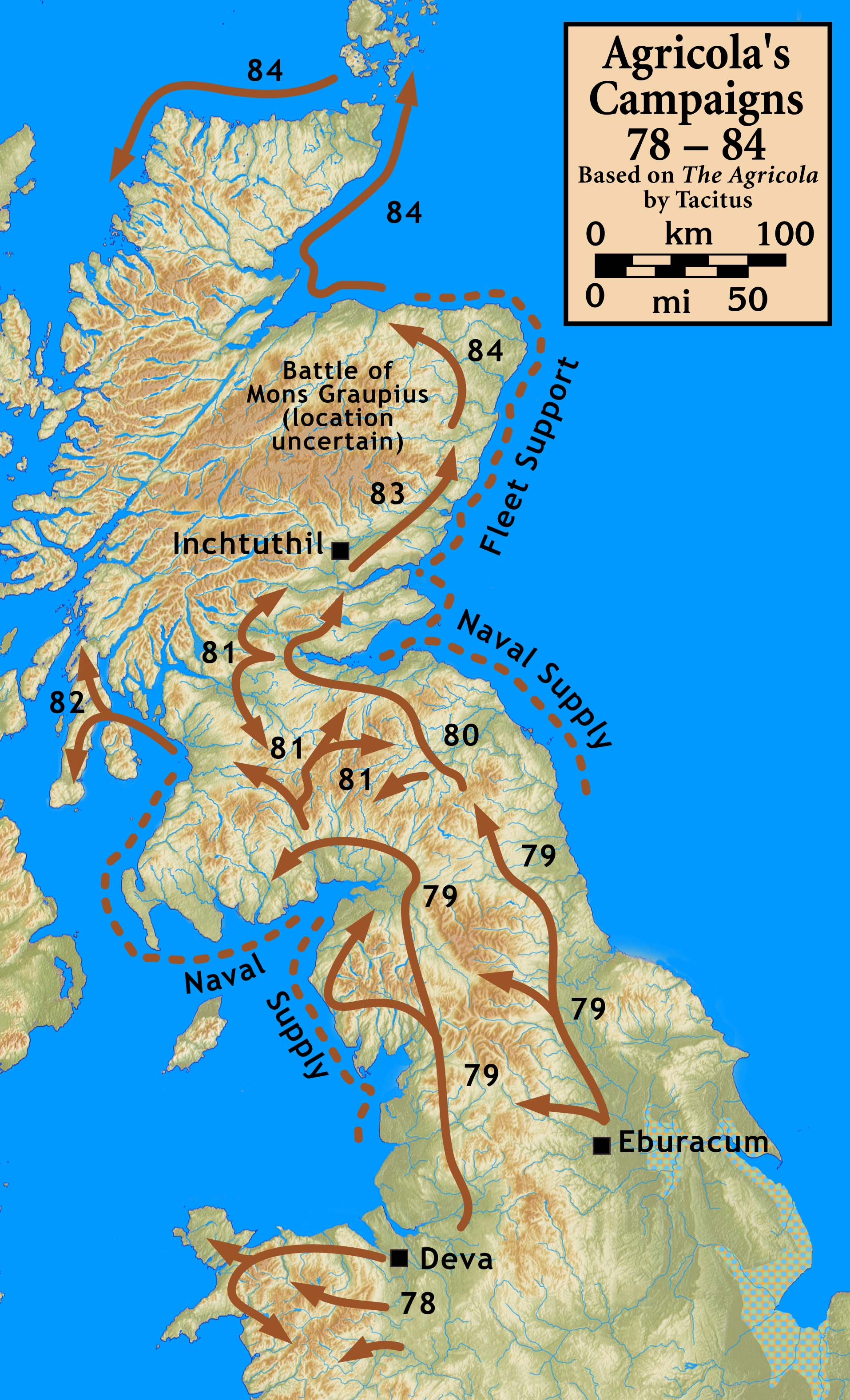
حملة الجنرال نيياس جولياس أغريقولا في بريتانيا خلال فترة الفتح الروماني لبريطانيا.

في 81 عبر أغريقولا نهر كلايد  وقرر أنه يجب عليه إخضاع قبيلة نوفانتا قبل التقدم شمالًا، فهزمهم في العديد من المعارك. من المحتمل أنه سافر أيضًا إلى شبه جزيرة غالاوي واستقبل سفراء من عدة ملوك من هيبرنيا (أيرلندا اليوم).
في العام التالي، اجتاز أغريقولا نهر خور فورث  وتقدم إلى نهر تاي، حيث بنى حصونًا جديدة في إقليم قبيلة دومنيوني، بالإضافة إلى استكشاف الموانئ الطبيعية لأسطوله. من الواضح أن نيته كان ضمان قدرته على الحفاظ على الاتصالات مع الحصون الشمالية في الشتاء عن طريق البحر عندما يتم إغلاق الطرق البرية. لا شك أنه استفاد أيضًا من استكشاف المزيد من شمال اسكتلندا، مثل مونتروز وستونهافن وأبردين. ومن غير المعروف ما حدث في ذلك الشتاء.
في ذلك الوقت، كان على القوات الرومانية في شمال الجزيرة إضافة حوالي 25000 جندي  ولكن لسوء الحظ بالنسبة للرومان، في ذلك الوقت، كان على الحامية البريطانية في ذلك الوقت الاستغناء عن بعض الوحدات المساعدة التي تم إرسالها إلى نهر الراين.
على الرغم من أن الرومان كانوا أقل عددًا في حملتهم ضد قبائل بريطانيا، إلا أنهم غالبًا ما واجهوا صعوبات في جعل أعدائهم يواجهونهم في معركة مفتوحة. كانت الكاليدونيون آخر قبيلة بريطانية غير مهزومة. بعد سنوات عديدة من تجنب القتال، أُجبر الكاليدونيون على مواجهة الرومان في معركة عندما سار الرومان على مخازن الحبوب الرئيسية للكاليدونيين، بعد أن تم ملؤها من الحصاد. لم يكن أمام الكاليدونيين خيار سوى القتال أو الجوع في الشتاء القادم.

## القوى المعارضة

### الجيش الروماني
فَقط 8000 من قواتْ الاحتياط و 3000 خَيال قاتلوا في الخُطوط الأمامية للجَيش الرُوماني. يمكن إضافة أربعة وحدات من الخيالة الحلفاء،  ما يقرب من 2000 حصان، والتي ستكون في الاحتياط وحوالي 4000 من الفيلق الروماني، على الأرجح الفيلق الحادي عشر لأنه كان الوحدة المسؤولة عن الحدود الشمالية لبريطانيا. سيضيف جيش أغريقولا 15000 إلى 17000 جندي، أي نصف العدو، لكن الفارق العددي لم يكن كبيرًا كما يذكر المؤرخ تاسيتوس. يعتقد مؤرخون آخرون أن فيلق المشاة الروماني من المحتمل أن يكون مساويًا لقوات الاحتياط.

### الجيش الكاليداني
بَلغَ عَدد جيشْ كاليدونيا 30 ألف مُحارب حسب تاسيتوس. وهو رقم شكك فيه الخبراء الحديثون على نطاق واسع  ، لكنه لا يقل عن 15000.

## المعركة

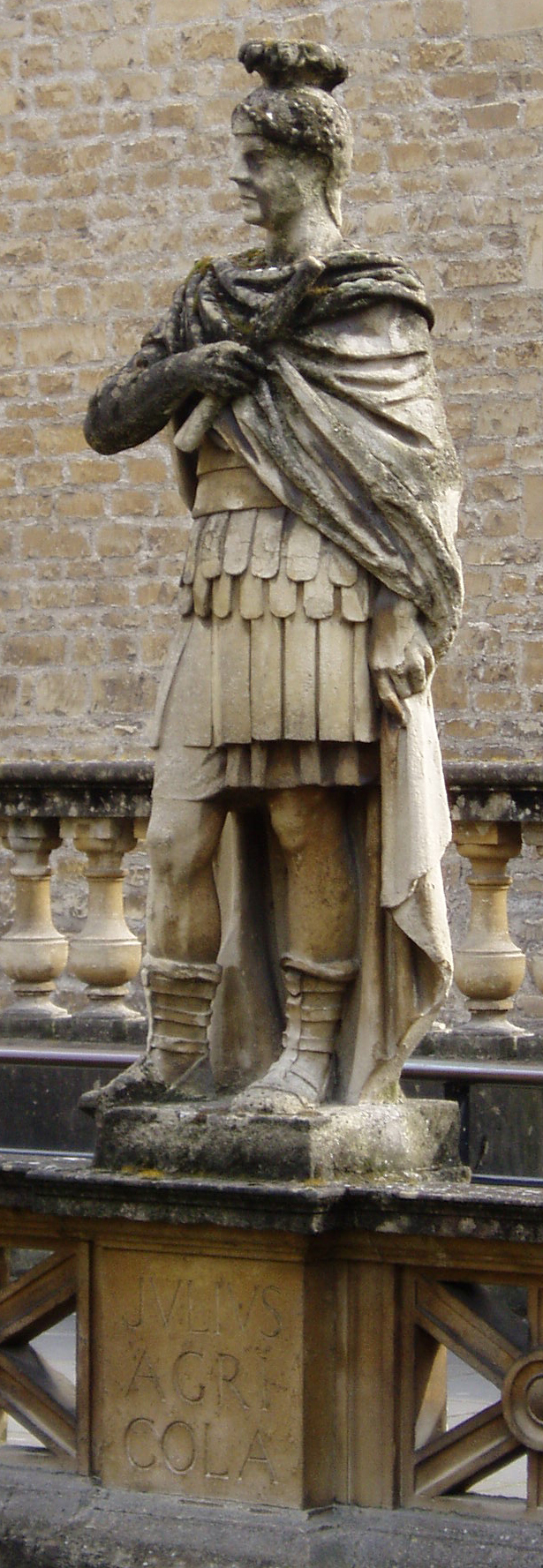
تمثال للجنرال الروماني نيياس جولياس أغريقولا في باث، أسكتلندا.

في بِداية الصَيف، أطلقَ الحاكمْ أغريقولا حَملته الجَديدة. بعد السفر مع أسطوله، واصل طريقه براً إلى جبال جرامبيان مع حلفائه البريطانيين في المقدمة. ربما كانت المسيرة من مستوطنة كاميلون، على نهر كلايد، إلى نهر تاي في برث.
كان هناك الكاليدونيون، الذين شكلوا تحالفًا مهمًا واستدعوا المحاربين من جميع القبائل. على رأس هؤلاء السكان الأصليين كان كالجاكوس، الذي أخبرهم أن  دون أن يكون لديهم أي مكان يفرون أليه  لأنهم كانوا يعيشون على حافة العالم  كانوا يقاتلون للدفاع عن حريتهم من العبودية التي تمثلها روما  الراغبة في الحرب والنهب،  وقد قوبلت كلماته بالهتافات والصيحات. في هذه الأثناء، شكل أغريقولا خطوطه خلف خنادقهم وذكّره جنوده  بأنهم قدامى المحاربين الذين قاتلوا على مدار ثماني سنوات من الحملات على الجزيرة، حيث أظهروا قوتهم وشجاعتهم عدة مرات ، مما شجع هذا القوات بشكل كبير.
وضع أغريقولا قوات الاحتياط على الخط الأمامي في الوسط ووضع سلاح الخيالة على الأجنحة. في مؤخرة الجيش وضع المشاة، مباشره أمام الكاسترا، ينتظرون الهجوم كقوات احتياط إذا هُزِمَت قوات الاحتياط.  لم تكن قوات الاحتياط قابلة للاستهلاك كما اقترحت الروايات القديمة، كان لكل من هؤلاء والفيلق الروماني نقاط قوتهم وضعفهم، ومن الممكن أن يكون أغريقولا قد وضعهم في المقدمة لأنه اعتمد على تدريبه وخبرته. وقف الكاليديون على حافة تل في شكل يشبه القوس وعرباتهم أمامهم، على السهل بينهم وبين الرومان،  عدة عشرات  الذين أحدثوا الكثير من الضوضاء بعجلاتهم وحيواناتهم. خشي أغريقولا من أن يهاجمه العدو المتفوق عددياً من الأمام والجوانب في نفس الوقت، فامتدت خطوطه إلى حد بعيد حتى نصحه ضباطه بتقدم الجحافل، لكنه رفض.

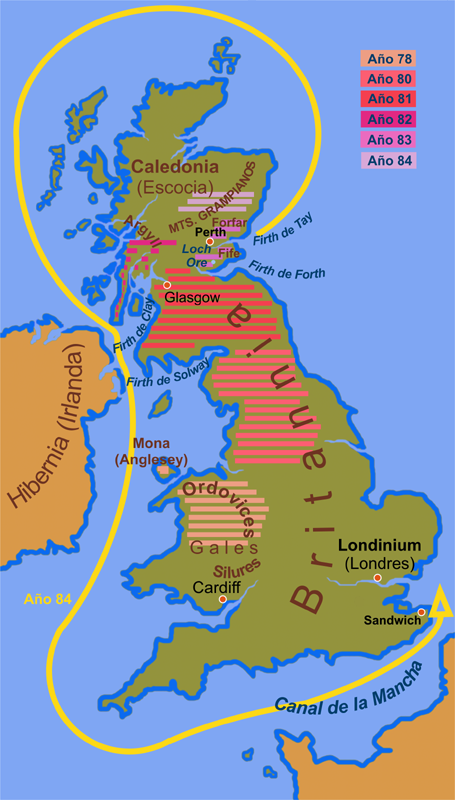
خريطة تبين الأراضي التي احتلتها أغريقولا.

بدأت المعركة بتبادل المقذوفات. قام الكاليديون بصد السهام التي ألقى الرومان بها عليهم بسيوفهم الضخمة ودروعهم الصغيرة في نفس الوقت الذي ألقوا فيه سهامهم، حتى أرسل أغريقولا كتيبة من قبيلة تونجروس وثلاثة كتائب من الباتافيين لتوجيه هجوم مباشر لإثارة قتال بالأيدي، شيء كان أغريقولا يعرف أن المحاربين القدامى يفعلونه جيدًا. على النقيض من ذلك، لم تكن سيوف كاليدونيا مناسبة للقتال القريب. تقدم الباتافيين في جدار من الدروع ونجحوا في طرد العدو بعيدًا عن السهل، وبدأوا في تسلق المنحدر على طول الطريق. سرعان ما انضم بقية قوات الاحتياط، مما أسفر عن مقتل العديد من الكاليديون في الهجوم. وفي الوقت نفسه، هرب الخيالة الكاليديون واختلطت المركبات في قتال المشاة، وسرعان ما أوقفها جماهير الرجال والأرض الوعرة.
كان في هذا الوقت، عندما حاولت قوات الاحتياط لكاليدونيا، التي كانت متمركزة على قمة التل، الالتفاف حول الرومان ومحاصرتهم، أرسلَ الرومان أربع أجنحة من الخيالة لإيقافهم.  عندها هربت قوات الاحتياط لكاليدونيا من المعركة فأنتهزه الرومان الفرصة ليحاصر جيش العدو ويهاجمهم من الخلف. ثم قام قوات الاحتياط الرومانية بملاحقة وتدمير الكاليدونيين الذين بدأوا في التراجع. هربت كتائب كاملة من الكاليديون أمام عدد قليل من الرومان، بينما قاتلة البقية حتى الموت.
وهكذا كانت الأرض المفتوحة مليئة بالجثث والأطراف المبتورة، ولجأ الكاليديون إلى الغابات المجاورة، كانت خطوه أنتحارية بحيث طاردتهم القوات الرومانية وقتلتهم واحد تلو الآخر. كذلك أرسل أغريقولا بعض مجموعات المشاة الخفيفة لمطاردتهم في الغابة الأكثر كثافة، حيث دخل جناح سلاح الخيالة إلى منطقة مشجرة جزئيًا. أخيرًا، انسحب سكان كاليدونيا في مجموعات متفرقة إلى مناطق يصعب الوصول إليها حتى يكونوا آمنين.

## ما بعد الواقعة

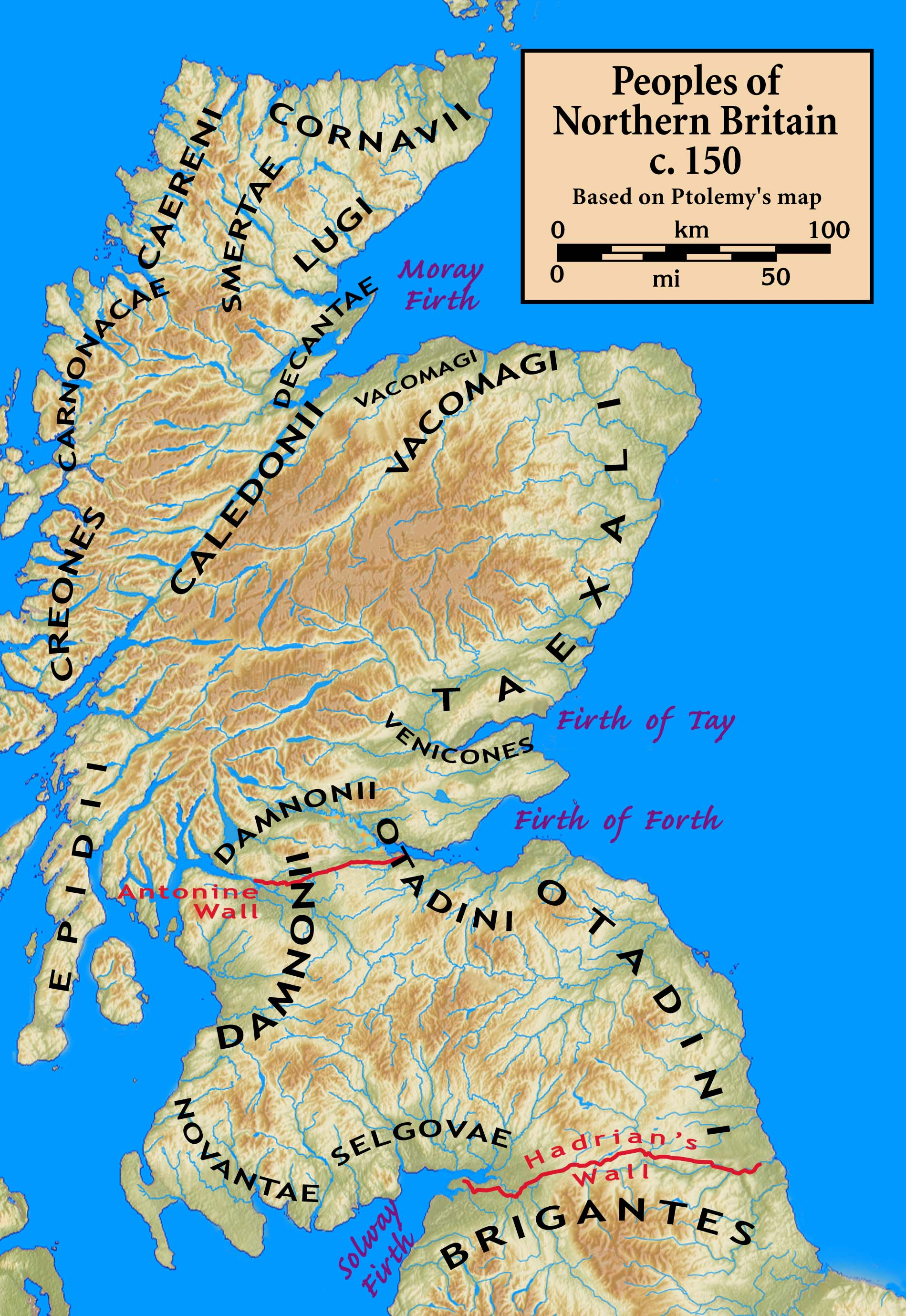
الجماعات العرقية في كاليدونيا حوالي عام 150 ؛ يمكنك ملاحظة أسوار هادريان والأنطوني التي فصلت بريطانيا الرومانية عن كاليدونيا.

أمضى المُنتصرون الليل يأكلون ويُوزعون الغَنائم، بينما تجولو المهزومون في ميدان المَعركة يئنون، يجرون الجرحى، وينادون السالمين، تاركين بيوتَهم بحثًا عن مخابئ. بعد أيام شكلوا مجلسًا وفي حزنهم، اغتصب بعض المحاربين عائلاتهم. عندما ذهب الرومان في الصباح التالي للمَعركة لملاحقتهم، وجدوا التلال فارغة، والقرى المهجورة والأكواخ محترقة. مع انتهاء الصيف، أصدر أغريقولا أوامر بالانسحاب لكنه هاجم أولاً قبيلة بورستي،  على الرغم من أن المؤرخين المعاصرين يعتقدون أن تاسيتوس اخترعها لأنه لا يوجد مصدر آخر يذكر تلك المدينة. بعد مطالبة أغريقولا برهائن، أمر الأسطول برحلة إبحار حولها  إلى جزر شيتلاند،  مما تسبب في قلق شديد بين القبائل لأنه قام بجيشه في مسيرة برية بقصد ترهيبهم.  أخيرًا، عاد إلى ثكنات الشتاء  ليثبت أن بريطانيا كانت جزيرة.
اعتبر أغريقولا أن الخُضوع الكامل لكاليدونيا، وحتى غزو هيبرنيا (أيرلندا اليوم)، سيكون أفضل طريقة لضمان أمن مقاطعة بريتانيا الرومانية. ومع ذلك، اقتصرت أوامر الإمبراطور على حصر البرابرة في الجبال، والتي، من ناحية أخرى، تسببوا في أضرار جسيمة للجيوش من خلال هجمات مباشرة. في المجموع، كلف الغزو الروماني لبريطانيا حياة مائة إلى مائتين وخمسين ألفًا من السكان الأصليين، في وقت كان عدد سكان الجزيرة بالكاد يبلغ بضعة ملايين.
خلال ذلك الصيف، أخذ الإمبراطور دوميتيان لقب جرمنيكس وحصل على تزكية رابعة له كإمبراطور لانتصاراته على الخاتيون. وفي الوقت نفسه، بعد وصول أنباء أنتصار أغريقولا، تلقى الجنرال زخرفة النصر والحق في تمثال. تلقى الملك تزكيته الخامسة. حقق دوميتيان انتصارًا «مزيفًا» ضد الألمان وعلى الرغم من أنه هنأ جنراله علنًا، إلا أنه لم يثق بشكل خاص في نجاحه  وخشي من أن أغريقولا سيحاول في مجده أن يحل محله،  لكنه لم يستطع التصرف بشكل مباشر ضد مثل هذا الجنرال الشعبي، حيث كان الدعم العسكري للإمبراطور يتضاءل. وفي السنوات الأخيرة، كانت هناك كوارث عسكرية في ميسيا وداسيا وبانونيا وألمانيا  وكان الوحيد الذي أشاد به الناس هو أغريقولا. ثم، هو أمر أغريقولا بمغادرة الحكومة البريطانية، بعد أن أنجز مهمته في تهدئة المقاطعة وخلفه سالوستيو لوكولو. أقال الإمبراطور أغريقولا من جميع الأنشطة العامة حتى وفاته عام 93. 
في وقت لاحق للدفاع عن مقاطعة بريطانيا الرومانية بشكل أفضل من غزوات البيكتيون، رفع الرومان سور هادريان، بين 122 و 132. لاحقًا بين 140 و 142، تم تقديم السور الأنطوني إلى الشمال، والذي انتهى به الأمر مهجور بعد حوالي عشرين سنة فقط، دافعاً الحدود للخلف إلى موقع السور السابق. حوالي عام 141، كان عدد القوات الرومانية في شمال الجزيرة بالكاد يصل ألى 16500 رجل (فيلق واحد، وقواتهم الاحتياطية).
أخيرًا، بين 208 و 211، قاتل الإمبراطور سيبتيموس سيفيروس بقوة قوامها 40.000 جندي ضد شعب البيكتيون بحرب عصابات دون تحقيق أي نجاح كبير وعانى من خسائر فادحة للغاية، (يزعم ديو كاسيوس أن سيبتيموس سيفيروس فقد 50000 رجل، ولكنه رقم مبالغ فيه بالتأكيد). بعد هذا الفشل، كانت الحدود تقع بالتأكيد على سور هادريان حتى تم التخلي عنها في نهاية القرن الرابع.

### مَراجع قديمة
- Dion Casio. Historia romana. Libro 66. Digitalizado por UChicago. Basado en el volumen VIII de edición de Loeb Classical Library, traducción griego antiguo-inglés por Earnest Cary, 1925.
- Dion Casio. Historia romana. Libro 77. Digitalizado por Perseus. Basado en el volumen IX de edición de Loeb Classical Library, traducción griego antiguo-inglés por Earnest Cary, 1927.
- Tácito. Agrícola. Digitalizado por Perseus. Basada en traducción latín-inglés por Sara Bryant, Nueva York: Random House, Inc., original de 1876, reimpresa en 1942. Para versión en latín véase en Perseus, edición de Henry Furneaux, Oxford: Clarendon Press, 1900.

### مَراجع حديثة
- Breeze, David J. (2006). The Antonine Wall. Edinburgh. John Donald. ISBN 0859766551
- Brewer, Richard J. (2002). Birthday of the eagle: the second Augustan legion and the Roman military machine. National Museums & Galleries of Wales. ISBN 9780720005141.
- Campbell, Duncan B. (2010). Mons Graupius, AD 83. Rome’s battle at the edge of the world. Osprey Publishing. Ilustrado por Seán Ó’Brógáin. ISBN 978 1 84603 927 0.
- Dobson, Brian (1986). "The function of Hadrian's Wall". Revista Archaeologia Aeliana. Society of Antiquaries of Newcastle-upon-Tyne, pp.قالب:Esd1-30.
- Hanson, William S. (2003). "The Roman Presence: Brief Interludes". En Edwards, Kevin J. & Ralston, Ian B.M., editores. Scotland After the Ice Age: Environment, Archaeology and History, 8000 BC - AD 1000. Edinburgh University Press.
- Mackintosh, James (1836). The history of England. Tomo I. Obra continuada por William Wallace & R. Bell. Londres: Longman, Rees, Ormee, Brown, Green & Longman.
- Mattingly, David J. (2007). An Imperial Possession: Britain in the Roman Empire, 54 BC - AD 409. Allen Lane. ISBN 9780713990638.